# 1994년 태풍
가장강 =13호 태풍 더그
1994년에는 3월 31일에 제1호 태풍 오웬이 발생한 것을 시작으로, 연말까지 총 36개의 태풍이 발생하였다. 평균적으로 1년 동안 태풍 발생 개수가 26.7개인 것과 비교하면 매우 높은 수치이다.
그리고 1999년까지는 미국 합동태풍경보센터에서 이름을 지었기 때문에, SSHS로 열대저기압인것은 이름을 붙이지 않았다.

## 통계
이 문서에서는 1994년에 발생한 태풍들의 활동에 대해 기록하였다.
1994년에는 3월 31일에 제1호 태풍 오웬이 발생한 것을 시작으로, 연말까지 총 36개의 태풍이 발생하였다. 평균적으로 1년 동안 태풍 발생 개수가 26.7개인 것과 비교하면 매우 높은 수치이다.
| 태풍 발생이 많았던 해 | 태풍 발생이 많았던 해 | 태풍 발생이 많았던 해 | 태풍 발생이 적었던 해 | 태풍 발생이 적었던 해 | 태풍 발생이 적었던 해 |
| 순위                  | 발생수                | 연도                  | 순위                  | 발생수                | 연도                  |
| --------------------- | --------------------- | --------------------- | --------------------- | --------------------- | --------------------- |
| 1위                   | 39개                  | 1967년                | 1위                   | 14개                  | 2010년                |
| 2위                   | 36개                  | 1994년 1971년         | 2위                   | 16개                  | 1998년                |
| 3위                   | 35개                  | 1966년                | 3위                   | 17개                  | 2023년                |

### 월별 태풍 발생 개수
1994년 기록과 30년 평균 기록의 비교
| -                              | 1월       | 2월       | 3월       | 4월       | 5월       | 6월       | 7월       | 8월        | 9월        | 10월       | 11월       | 12월       |
| ------------------------------ | --------- | --------- | --------- | --------- | --------- | --------- | --------- | ---------- | ---------- | ---------- | ---------- | ---------- |
| 1994년 (누적)                  | 0 (0)     | 0 (0)     | 0 (0)     | 1 (1)     | 1 (2)     | 2 (4)     | 7 (11)    | 9 (20)     | 8 (28)     | 6 (34)     | 0 (34)     | 2 (36)     |
| 30년 평균 1971년~2000년 (누적) | 0.5 (0.5) | 0.1 (0.6) | 0.4 (1.0) | 0.8 (1.8) | 1.0 (2.8) | 1.7 (4.5) | 4.0 (8.5) | 5.5 (14.0) | 5.0 (19.0) | 3.9 (22.9) | 2.5 (25.4) | 1.3 (26.7) |

## 활동한 태풍

### 제7호 태풍 월트
1994년 폭염을 끝낸 태풍으로 유명하다.

### 제14호 태풍 엘리
8월 2일 일본 남동쪽 900km에서 열대요란이 발생하였다. 이 열대요란은 남쪽으로 서서히 이동하다 조금씩 발전하여 열대 저기압 18W가 되고 8월 8일에는 열대 폭풍이 되었다. 이 열대폭풍은 서남서로 방향을 틀었고 8월 9일에 태풍이 되며 대형의 눈을 형성하였다. 8월 10일, 이 태풍은 보통 속도로 서북서로 이동하였고 8월 13일에 규슈 130km 연안을 지나갔다. 엘리는 8월 14일 북쪽으로 방향을 틀다가 8월 16일 열대폭풍으로 중국 북동부 지역에 최종으로 상륙하였다.